# Mittelniederländische Sprache
Als mittelniederländische Sprache (Abkürzung Mnl. oder Mnld.) bezeichnet man die Vorstufe des Neuniederländischen, wie es zwischen 1150 und 1500 gesprochen wurde. Sie entwickelte sich aus dem Altniederländischen (Altniederfränkischen), insbesondere dem Westniederfränkischen.
Das Mittelniederländische gehört somit zu den niederfränkischen Varietäten, in denen die sogenannte zweite germanische bzw. hochdeutsche Lautverschiebung unterblieb. Es war zudem Teil des kontinentalwestgermanischen bzw. deutschen Dialektkontinuums.
Im ausgehenden 19. und im frühen 20. Jahrhundert wurde der dialektale Begriff „Dietsch“ (Deutsch) auch für eine zeitgenössische politische Bestrebung, der sogenannten großniederländischen Lösung, verwendet, die den politischen Zusammenschluss der Niederlande mit der Region Flandern, dem Landesteil Belgiens mit einer flämischen bzw. niederländischsprachigen Bevölkerung, forcierte.

## Name der Sprache
Die Sprecher des Mittelniederländischen nannten ihre Sprache meist als „dietsc“ oder „duutsc“ (deutsch).
Dieser deutsche Begriff lebte Jahrhunderte später wieder auf: Nationalistisch-niederländische Gruppierungen im 19. Jahrhundert verwendeten den Begriff.
Siehe auch Niederländisch (Name).

### Nicht-literarische Texte
Die frühesten mittelniederländischen Originaldokumente stammen aus der Mitte des 13. Jahrhunderts.
Es gibt eine mittelniederländische (mittelniederfränkische) Hausordnung des Genter Leprosenhauses, die allerdings nicht datiert ist.
Man nimmt an, dass dieser Text von vor 1250 ist, da das lateinische Original aus dem Jahre 1236 stammt.
Sicherheit über das Alter besteht hingegen bei einer Urkunde aus Boekhoute bei Velzeke, weil das Datum 1249 im Text selber vorkommt.

### Literarische Texte
Das Maasland, also Limburg und der Niederrhein, ist die Wiege der mittelniederländischen Literatur. Aus dem späten 12. und frühen 13. Jahrhundert stammen die Fragmente des Sente Servas, eine Legende über den Heiligen Servatius, geschrieben von Heinrich von Veldeke. Ebenfalls aus dieser Zeit stammen die Ritterromane Floyris ende Blantseflur (siehe Floire et Blancheflor) und Aiol.
Im 13. Jahrhundert dominiert der Flame Jacob van Maerlant die mittelniederländische Literatur. Er schuf ein vielseitiges literarisches Werk. Dazu gehörte auch eine Umarbeitung des altfranzösischen Romans Roman de Renart zum Tierepos Van den vos Reynaerde. Siehe auch Reineke Fuchs.
Noch im 13. Jahrhundert verschiebt sich der Schwerpunkt der mittelniederländischen Literatur nach Brabant. Im 14. Jahrhundert übt der Mystiker Jan van Ruusbroec bedeutenden Einfluss auf die Literatur aus. Später entsteht bedeutsames mittelniederländisches Drama: die Abele Spelen, der Elckerlijc (siehe Jedermann) und Marieken van Nieumeghen.

## Unterschiede zum Altniederländischen
Das Mittelniederländische unterscheidet sich vom Altniederländischen unter anderem durch das Abschwächen der Nebenton-Vokale, auch Vokalreduktion genannt. Beispielsweise wurde vogala zu vogele („Vögel“, in modernem Niederländisch: vogels). 
Obwohl im Mittelniederländischen viel mehr Manuskripte und gedruckte Bücher erschienen sind als im Altniederländischen und dies die Begrenzung in der Zeit festsetzt, ist der Unterschied zwischen den beiden Sprachen also vor allem sprachlich definiert.

## Keine Einheitssprache
Das Mittelniederländische war keine Standardsprache im heutigen Sinn, sondern eine Reihe eng verwandter und vermutlich gegenseitig verständlicher Varietäten. Eng verwandt waren sie ebenfalls mit den östlich benachbarten mittelniederdeutschen Varietäten der Hansestädte.

### Dialekte
Innerhalb des Mittelniederländischen lassen sich die folgenden Dialektgruppen unterscheiden:
- Flämisch (unterteilt in West- und Ostflämisch), gesprochen im heutigen Westflandern, Ostflandern und Zeeuws Vlaanderen, bzw. Flämisch und Seeländisch.
- Brabantisch in den heutigen Provinzen Noord-Brabant in den Niederlanden sowie Flämisch-Brabant, Antwerpen und Brüssel in Belgien, sowie am heutigen unteren Niederrhein.
- Holländisch vor allem in den Provinzen Noord- und Zuid-Holland sowie in Teilen der Provinz Utrecht.
- Limburgisch in den heutigen Provinzen Limburg (Niederlande) und Limburg (Belgien), sowie am heutigen mittleren Niederrhein.

Niedersächsische Sprachvarietäten des Dialektkontinuums wurden und werden in den heutigen Provinzen Gelderland, Overijssel und Drenthe sowie in Teilen der Provinz Groningen gesprochen. Sie wurden bereits im Mittelalter vom Mittelniederländischen (und umgekehrt) beeinflusst.

### Dialektgrundlagen der Literatursprache
Das literarische Mittelniederländisch des 13. Jahrhunderts ist überwiegend flämisch und brabantisch geprägt, wobei flämische Einflüsse am stärksten sind.
Dies hatte seinen Grund in dem starken Einfluss, den der Flame Jacob van Maerlant auf die Literatur seiner Zeit ausübte.
Siehe auch niederländische Literatur des Mittelalters.
Im 14. Jahrhundert verschiebt sich die sprachliche Grundlage des literarischen Mittelniederländisch nach Brabant.
Im 15. Jahrhundert verstärkt sich die tonangebende Rolle des Brabantischen.
Diese Verschiebung der sprachlichen Grundlage führte zu Sprachvermischung und zum Entstehen einer Sprache, die interregional verwendbar war.
Die Erfindung des Buchdrucks führte zu einer weiteren Standardisierung, da die Drucker ihre Bücher einem möglichst breiten Leserkreis zugänglich machen wollten.
Die Sprache der Drucke zwischen 1450 und 1540 (Inkunabeln und Postinkunabeln) ist hauptsächlich brabantisch oder brabantisch-holländisch.

## Fremde Einflüsse auf das Mittelniederländische

### Französischer Einfluss
Das Mittelniederländische hat aus dem Französischen der damaligen Zeit viele Lehnwörter übernommen. Siehe auch altfranzösische Sprache und mittelfranzösische Sprache.
Dies hatte folgende Gründe:
- Es gab intensive Kontakte zwischen dem Adel der Grafschaft Flandern und dem französischen Adel, und wohl nicht auf Mittelniederländisch, sondern auf Französisch.
- Die Klosterorden der Zisterzienser und Prämonstratenser haben im niederländischen Sprachraum viele Klöster gegründet. Da diese Orden in Frankreich gegründet worden waren, trugen sie auch zur Verbreitung französischer Wörter bei.
- Das niederländische Sprachgebiet gehörte größtenteils zu den Burgundischen Niederlanden. Die Sprache der burgundischen Dynastie, des Brüsseler Hofes und der zentralen staatlichen Einrichtungen war das Französische.
- Auf dem Gebiet der Kunst übten die Trouvères (Trobadore) einen großen Einfluss aus, nicht nur im niederländischen Sprachraum.[2]

Allerdings war der französische Einfluss auf den mittelniederländischen Wortschatz nicht so groß wie auf den mittelenglischen Wortschatz.

### Mittelhochdeutscher Einfluss
Der Einfluss aus dem benachbarten mittelhochdeutschen Sprachraum auf den mittelniederländischen (mittelniederfränkischen) Wortschatz stammt vor allem aus der rheinischen Mystik.
Die entlehnten Wörter haben heute allerdings ihre religiös-mystische Bedeutung verloren.
Beispiele: oorzaak „Ursache“, wezen „Wesen“, indruk „Eindruck“, neiging „Neigung“, werkelijk „wirklich“ (jeweils in der modernen neuniederländischen Schreibung).